# پاستنا
پاستنا (به ایتالیایی: Pastena) یک منطقهٔ مسکونی در ایتالیا است که در استان فروزینونه واقع شده‌است.

## خصوصیات
پاستنا ۴۲٫۰ کیلومترمربع مساحت و ۱٬۵۳۴ نفر جمعیت دارد و ۳۱۸ متر بالاتر از سطح دریا واقع شده‌است.